# Cova de Songam
La Cova de Songam (en coreà: 송암동굴) és un lloc turístic a Corea del Nord. Es compon de 17 coves càrstiques ben il·luminades plenes de formacions de pedra pintoresques com a estalactites i estalagmites. La caverna es troba a Kaech'ŏn-si, província de Pyongan del Sud.
Entre els 70 llocs pintorescs dins de les caverneshi h ha la flor de la porta (Kkotmun Dong), una cascada (Phokpho Dong), un paisatge nevat subterrani (Solgyong Dong) i una sèrie de curiositats geològiques anomenades Kiam Dong.
El lloc està il·luminat i posseeix aire condicionat. El turisme internacional al lloc és administrat per l'Agència de Viatges Internacional de Corea a Pionyang.